# Хвороза
Хвороза — река в России, протекает по Тосненскому району Ленинградской области. Устье реки находится в 93 км по правому берегу реки Тосны. Длина реки составляет 10 км.
Каменный ручей — правый приток. Координаты 59°13’N 30°54’E

## Данные водного реестра
По данным государственного водного реестра России относится к Балтийскому бассейновому округу, водохозяйственный участок реки — Нева, речной подбассейн реки — Нева и реки бассейна Ладожского озера (без подбассейна Свирь и Волхов, российская часть бассейнов). Относится к речному бассейну реки Нева (включая бассейны рек Онежского и Ладожского озера).
Код объекта в государственном водном реестре — 01040300312102000008753.